# Nueva Helvecia
Nueva Helvecia (früher auch als Colonia Suiza bekannt) ist eine Stadt im Süden Uruguays. Sie ist landesweit für ihr Schweizer Erbe bekannt.  

## Geographie
Sie liegt im südöstlichen Teil des Departamento Colonia nahe der Ruta 1. Die Entfernung zur östlich gelegenen Landeshauptstadt Montevideo beträgt 120 km. Im Südwesten liegt die Nachbarstadt Colonia Valdense. Knapp 70 km westlich von Nueva Helvecia befindet sich Colonia del Sacramento, die Hauptstadt des Departamentos.

## Einwohner
Die Einwohnerzahl der Stadt betrug bei der 2011 durchgeführten Volkszählung 10.630, davon 5.042 männliche und 5.588 weibliche Einwohner.
| Jahr | Einwohner |
| ---- | --------- |
| 1963 | 7.686     |
| 1975 | 8.587     |
| 1985 | 8.768     |
| 1996 | 9.650     |
| 2004 | 10.002    |
| 2011 | 10.630    |

Quelle: Instituto Nacional de Estadística de Uruguay

## Geschichte
Nueva Helvecia wurde am 25. April 1862 von schweizerischen Einwanderern, aber auch solchen deutscher, französischer und österreichischer Herkunft gegründet. Die Schweizer entwickelten die Milchwirtschaft und führten die Käseproduktion ein. Das Basler Bankhaus Siegrist & Fender hatte die Ländereien 1860 erworben und an sie weiterverkauft.
Am 11. Dezember 1952 wurde Nueva Helvecia durch das Gesetz Nr.11.892 in die Kategorie „Ciudad“ (Stadt) eingestuft.

## Kultur
Die Einwohner von Nueva Helvecia haben ihre Schweizer Traditionen und Bräuche bis heute beibehalten. Schweizer Herkunftswappen, Gerichte und Trachten sind in der ganzen Stadt zu finden. Auch Schweizer Feiertage werden bis heute hochgehalten.

## Stadtverwaltung
Bürgermeisterin (Alcaldesa) von Nueva Helvecia ist María De Lima.

## Söhne und Töchter der Stadt
- Rodrigo Bentancur (* 1997), Fußballspieler
- Lucas De Olivera (* 1996), Fußballspieler
- Cristian Malán (* 1992), Fußballspieler
- Gonzalo Malán (* 1988), Fußballspieler
- Carlos Moreira (* 1947), Politiker
- Nibia Sabalsagaray (1949–1974), Literaturprofessorin, Opfer der Militärdiktatur in Uruguay 1973–1985
- Carlos Santucho (* 1985), Fußballspieler
- Horacio Troche (1936–2014), Fußballspieler
- Damián Waller (* 1997), Fußballspieler
- Pedro Ignacio Wolcan Olano (* 1953), römisch-katholischer Geistlicher, Bischof von Tacuarembó
- Walter Zimmer (* 1945), Politiker